# Heradida xerampelina
Heradida xerampelina är en spindelart som beskrevs av Benoit 1974. Heradida xerampelina ingår i släktet Heradida och familjen Zodariidae. Inga underarter finns listade i Catalogue of Life.